# Bifaxaria menorah
Bifaxaria menorah är en mossdjursart som beskrevs av Gordon 1993. Bifaxaria menorah ingår i släktet Bifaxaria och familjen Bifaxariidae. Inga underarter finns listade i Catalogue of Life.